# Пушкино (Костанайская область)
Пушкино (каз. Пушкин) — село в Камыстинском районе Костанайской области Казахстана. Входит в состав Жаилминского сельского округа. Находится на правом берегу реки Тобол, примерно в 58 километрах к югу от районного центра, села Камысты. Код КАТО — 394859100.

## Население
В 1999 году население села составляло 903 человека (427 мужчин и 476 женщин). По данным переписи 2009 года, в селе проживало 237 человек (123 мужчины и 114 женщин).